# Eleições legislativas portuguesas de 2019 no distrito de Aveiro
| Eleições legislativas portuguesas de 2019 Distritos: Aveiro \| Beja \| Braga \| Bragança \| Castelo Branco \| Coimbra \| Évora \| Faro \| Guarda \| Leiria \| Lisboa \| Portalegre \| Porto \| Santarém \| Setúbal \| Viana do Castelo \| Vila Real \| Viseu \| Açores \| Madeira \| Estrangeiro |

## Resultados por concelho
Os resultados nos concelhos do Distrito de Aveiro foram os seguintes:

### Águeda
| Partido                 | Partido                              | Votos  | %               | +/-  |
| ----------------------- | ------------------------------------ | ------ | --------------- | ---- |
|                         | Partido Socialista                   | 8 209  | 36,09 / 100,00  | 8,22 |
|                         | Partido Social Democrata             | 7 754  | 34,09 / 100,00  | -    |
|                         | Bloco de Esquerda                    | 2 068  | 9,09 / 100,00   | 0,80 |
|                         | CDS – Partido Popular                | 1 252  | 5,50 / 100,00   | -    |
|                         | CDU - Coligação Democrática Unitária | 658    | 2,89 / 100,00   | 1,13 |
|                         | Pessoas–Animais–Natureza             | 489    | 2,15 / 100,00   | 1,37 |
|                         | Outros (com menos de 1,00%)          | 1 133  | 4,97 / 100,00   |      |
| Votos Inválidos         | Votos Inválidos                      | 1 185  | 5,21 / 100,00   | 0,78 |
| Total                   | Total                                | 22 748 | 100,00 / 100,00 |      |
| Eleitorado/Participação | Eleitorado/Participação              | 42 697 | 53,28 / 100,00  | 2,28 |

| Freguesia                                        | %     | %     | %     | %     | %    | %    | Votantes |
| Freguesia                                        | PS    | PSD   | BE    | CDS   | CDU  | PAN  | Votantes |
| ------------------------------------------------ | ----- | ----- | ----- | ----- | ---- | ---- | -------- |
| Aguada de Cima                                   | 33,33 | 40,39 | 8,25  | 4,04  | 1,54 | 2,16 | 1 758    |
| Águeda e Borralha                                | 37,73 | 33,80 | 9,21  | 4,42  | 3,07 | 2,39 | 6 523    |
| Barrô e Aguada de Baixo                          | 34,21 | 39,41 | 7,49  | 4,93  | 1,69 | 1,62 | 1 482    |
| Belazaima do Chão, Castanheira do Vouga e Agadão | 31,38 | 41,41 | 7,68  | 6,77  | 1,43 | 2,08 | 768      |
| Fermentelos                                      | 15,76 | 52,29 | 7,47  | 11,93 | 1,38 | 1,76 | 1 593    |
| Macinhata do Vouga                               | 38,05 | 29,77 | 10,01 | 5,07  | 3,20 | 2,40 | 1 498    |
| Préstimo e Macieira de Alcoba                    | 34,80 | 30,88 | 11,03 | 10,78 | 3,19 | 1,23 | 408      |
| Recardães e Espinhel                             | 39,28 | 29,40 | 10,62 | 4,15  | 2,90 | 2,29 | 2 966    |
| Travassô e Óis da Ribeira                        | 37,74 | 31,80 | 7,44  | 8,31  | 1,82 | 2,37 | 1 264    |
| Trofa, Segadães e Lamas do Vouga                 | 38,21 | 31,10 | 9,46  | 6,18  | 4,09 | 1,64 | 2 251    |
| Valongo do Vouga                                 | 42,42 | 26,42 | 9,66  | 4,07  | 4,96 | 2,28 | 2 237    |
| Águeda                                           | 36,09 | 34,09 | 9,09  | 5,50  | 2,89 | 2,15 | 22 748   |

### Albergaria-a-Velha
| Partido                 | Partido                              | Votos  | %               | +/-  |
| ----------------------- | ------------------------------------ | ------ | --------------- | ---- |
|                         | Partido Social Democrata             | 3 950  | 32,66 / 100,00  | -    |
|                         | Partido Socialista                   | 3 748  | 30,99 / 100,00  | 6,81 |
|                         | CDS – Partido Popular                | 1 441  | 11,91 / 100,00  | -    |
|                         | Bloco de Esquerda                    | 1 097  | 9,07 / 100,00   | 0,73 |
|                         | Pessoas–Animais–Natureza             | 344    | 2,84 / 100,00   | 2,07 |
|                         | CDU - Coligação Democrática Unitária | 305    | 2,52 / 100,00   | 1,39 |
|                         | Outros (com menos de 1,00%)          | 645    | 5,31 / 100,00   |      |
| Votos Inválidos         | Votos Inválidos                      | 566    | 4,68 / 100,00   | 0,23 |
| Total                   | Total                                | 12 096 | 100,00 / 100,00 |      |
| Eleitorado/Participação | Eleitorado/Participação              | 22 543 | 53,66 / 100,00  | 1,24 |

| Freguesia                     | %     | %     | %     | %     | %    | %    | Votantes |
| Freguesia                     | PSD   | PS    | CDS   | BE    | PAN  | CDU  | Votantes |
| ----------------------------- | ----- | ----- | ----- | ----- | ---- | ---- | -------- |
| Albergaria-a-Velha e Valmaior | 33,17 | 28,87 | 11,08 | 10,07 | 3,70 | 2,69 | 5 026    |
| Alquerubim                    | 30,51 | 38,11 | 9,72  | 7,31  | 2,60 | 1,06 | 1 039    |
| Angeja                        | 25,18 | 38,87 | 9,87  | 9,57  | 2,52 | 5,04 | 993      |
| Branca                        | 34,94 | 31,19 | 13,11 | 7,65  | 2,12 | 2,27 | 2 693    |
| Ribeira de Fráguas            | 29,97 | 28,60 | 17,82 | 8,06  | 1,93 | 2,50 | 881      |
| São João de Loure e Frossos   | 34,90 | 28,89 | 11,95 | 9,77  | 2,19 | 1,78 | 1 464    |
| Albergaria-a-Velha            | 32,66 | 30,99 | 11,91 | 9,07  | 2,84 | 2,52 | 12 096   |

### Anadia
| Partido                 | Partido                              | Votos  | %               | +/-  |
| ----------------------- | ------------------------------------ | ------ | --------------- | ---- |
|                         | Partido Social Democrata             | 5 640  | 40,96 / 100,00  | -    |
|                         | Partido Socialista                   | 3 944  | 28,65 / 100,00  | 6,42 |
|                         | Bloco de Esquerda                    | 1 050  | 7,63 / 100,00   | 0,73 |
|                         | CDS – Partido Popular                | 783    | 5,69 / 100,00   | -    |
|                         | Pessoas–Animais–Natureza             | 347    | 2,52 / 100,00   | 1,82 |
|                         | CDU - Coligação Democrática Unitária | 343    | 2,49 / 100,00   | 0,72 |
|                         | Iniciativa Liberal                   | 147    | 1,07 / 100,00   | Novo |
|                         | CHEGA!                               | 145    | 1,05 / 100,00   | Novo |
|                         | Outros (com menos de 1,00%)          | 556    | 4,05 / 100,00   |      |
| Votos Inválidos         | Votos Inválidos                      | 813    | 5,91 / 100,00   | 0,65 |
| Total                   | Total                                | 13 768 | 100,00 / 100,00 |      |
| Eleitorado/Participação | Eleitorado/Participação              | 26 619 | 51,72 / 100,00  | 2,79 |

| Freguesia                                      | %     | %     | %    | %    | %    | %    | %    | %    | Votantes |
| Freguesia                                      | PSD   | PS    | BE   | CDS  | PAN  | CDU  | IL   | CH   | Votantes |
| ---------------------------------------------- | ----- | ----- | ---- | ---- | ---- | ---- | ---- | ---- | -------- |
| Amoreira da Gândara, Paredes do Bairro e Ancas | 43,70 | 24,31 | 7,38 | 8,47 | 2,89 | 1,30 | 0,65 | 1,45 | 1 382    |
| Arcos e Mogofores                              | 34,83 | 31,49 | 9,29 | 6,08 | 3,40 | 3,47 | 1,26 | 0,99 | 3 026    |
| Avelãs de Caminho                              | 38,92 | 31,89 | 7,93 | 5,23 | 2,34 | 1,80 | 1,08 | 0,72 | 555      |
| Avelãs de Cima                                 | 55,70 | 18,57 | 4,81 | 6,39 | 1,87 | 1,67 | 0,88 | 0,79 | 1 018    |
| Moita                                          | 41,83 | 29,35 | 8,88 | 4,66 | 2,37 | 2,81 | 0,70 | 0,97 | 1 138    |
| Sangalhos                                      | 37,17 | 27,56 | 7,98 | 6,08 | 2,71 | 4,50 | 0,65 | 2,39 | 1 843    |
| São Lourenço do Bairro                         | 40,27 | 29,06 | 8,52 | 4,30 | 1,88 | 2,15 | 1,17 | 0,81 | 1 115    |
| Tamengos, Aguim e Óis do Bairro                | 37,11 | 34,67 | 7,26 | 3,88 | 2,50 | 2,07 | 1,38 | 0,69 | 1 598    |
| Vila Nova de Monsarros                         | 34,09 | 41,34 | 6,71 | 2,82 | 2,01 | 1,74 | 1,61 | 0,13 | 745      |
| Vilarinho do Bairro                            | 55,04 | 19,36 | 4,82 | 6,82 | 1,41 | 0,59 | 1,34 | 0,52 | 1 348    |
| Anadia                                         | 40,96 | 28,65 | 7,63 | 5,69 | 2,52 | 2,49 | 1,07 | 1,05 | 13 768   |

### Arouca
| Partido                 | Partido                              | Votos  | %               | +/-   |
| ----------------------- | ------------------------------------ | ------ | --------------- | ----- |
|                         | Partido Social Democrata             | 4 652  | 40,61 / 100,00  | -     |
|                         | Partido Socialista                   | 3 566  | 31,13 / 100,00  | 11,34 |
|                         | CDS – Partido Popular                | 921    | 8,04 / 100,00   | -     |
|                         | Bloco de Esquerda                    | 696    | 6,08 / 100,00   | 1,16  |
|                         | CDU - Coligação Democrática Unitária | 212    | 1,85 / 100,00   | 0,16  |
|                         | Reagir Incluir Reciclar              | 197    | 1,72 / 100,00   | Novo  |
|                         | Pessoas–Animais–Natureza             | 191    | 1,67 / 100,00   | 1,03  |
|                         | Outros (com menos de 1,00%)          | 437    | 3,82 / 100,00   |       |
| Votos Inválidos         | Votos Inválidos                      | 582    | 5,08 / 100,00   | 1,35  |
| Total                   | Total                                | 11 454 | 100,00 / 100,00 |       |
| Eleitorado/Participação | Eleitorado/Participação              | 20 003 | 57,26 / 100,00  | 0,80  |

| Freguesia                       | %     | %     | %     | %    | %    | %    | %    | Votantes |
| Freguesia                       | PSD   | PS    | CDS   | BE   | CDU  | RIR  | PAN  | Votantes |
| ------------------------------- | ----- | ----- | ----- | ---- | ---- | ---- | ---- | -------- |
| Alvarenga                       | 46,42 | 30,82 | 8,06  | 4,30 | 0,72 | 1,43 | 0,90 | 558      |
| Arouca e Burgo                  | 38,14 | 34,24 | 5,87  | 7,01 | 2,84 | 1,29 | 1,59 | 2 640    |
| Cabreiros e Albergaria da Serra | 26,42 | 55,66 | 0,94  | 4,72 | 1,89 | 3,77 | 0    | 106      |
| Canelas e Espiunca              | 42,94 | 24,37 | 11,61 | 6,96 | 1,35 | 3,48 | 0,39 | 517      |
| Chave                           | 35,81 | 29,34 | 7,85  | 8,82 | 3,03 | 3,17 | 3,03 | 726      |
| Covelo de Paivó e Janarde       | 50,43 | 33,04 | 7,83  | 1,74 | 2,61 | 0    | 1,74 | 115      |
| Escariz                         | 41,55 | 33,62 | 6,79  | 5,05 | 0,61 | 1,92 | 2,35 | 1 148    |
| Fermedo                         | 46,71 | 28,57 | 7,71  | 6,71 | 1,86 | 0,86 | 1,43 | 700      |
| Mansores                        | 47,69 | 26,07 | 11,06 | 4,13 | 0,66 | 1,16 | 1,32 | 606      |
| Moldes                          | 36,06 | 39,29 | 6,93  | 4,62 | 1,54 | 2,00 | 1,54 | 649      |
| Rossas                          | 40,97 | 25,65 | 10,33 | 6,65 | 2,38 | 1,78 | 2,02 | 842      |
| Santa Eulália                   | 36,80 | 29,81 | 10,56 | 5,62 | 1,87 | 1,45 | 1,70 | 1 174    |
| São Miguel do Mato              | 48,55 | 28,94 | 6,75  | 6,75 | 2,25 | 0,96 | 1,93 | 311      |
| Tropeço                         | 37,63 | 29,86 | 9,72  | 5,48 | 1,24 | 2,12 | 2,30 | 566      |
| Urrô                            | 45,73 | 28,03 | 8,35  | 5,77 | 0,80 | 1,19 | 1,19 | 503      |
| Várzea                          | 40,96 | 30,38 | 7,17  | 5,80 | 1,71 | 3,07 | 0,34 | 293      |
| Arouca                          | 40,61 | 31,13 | 8,04  | 6,08 | 1,85 | 1,72 | 1,67 | 11 454   |

### Aveiro
| Partido                 | Partido                              | Votos  | %               | +/-  |
| ----------------------- | ------------------------------------ | ------ | --------------- | ---- |
|                         | Partido Social Democrata             | 12 136 | 31,14 / 100,00  | -    |
|                         | Partido Socialista                   | 12 048 | 31,01 / 100,00  | 4,13 |
|                         | Bloco de Esquerda                    | 4 841  | 12,46 / 100,00  | 0,82 |
|                         | CDS – Partido Popular                | 2 302  | 5,92 / 100,00   | -    |
|                         | Pessoas–Animais–Natureza             | 1 484  | 3,82 / 100,00   | 2,46 |
|                         | CDU - Coligação Democrática Unitária | 1 386  | 3,57 / 100,00   | 1,20 |
|                         | Iniciativa Liberal                   | 504    | 1,30 / 100,00   | Novo |
|                         | LIVRE                                | 484    | 1,25 / 100,00   | 0,32 |
|                         | Aliança                              | 459    | 1,18 / 100,00   | Novo |
|                         | CHEGA!                               | 429    | 1,10 / 100,00   | Novo |
|                         | Outros (com menos de 1,00%)          | 897    | 2,31 / 100,00   |      |
| Votos Inválidos         | Votos Inválidos                      | 1 886  | 4,86 / 100,00   | 0,25 |
| Total                   | Total                                | 38 856 | 100,00 / 100,00 |      |
| Eleitorado/Participação | Eleitorado/Participação              | 70 841 | 54,85 / 100,00  | 1,81 |

| Freguesia                                 | %     | %     | %     | %     | %    | %    | %    | %    | %    | %    | Votantes |
| Freguesia                                 | PSD   | PS    | BE    | CDS   | PAN  | CDU  | IL   | L    | A    | CH   | Votantes |
| ----------------------------------------- | ----- | ----- | ----- | ----- | ---- | ---- | ---- | ---- | ---- | ---- | -------- |
| Aradas                                    | 33,96 | 29,92 | 10,75 | 6,16  | 4,13 | 2,90 | 1,36 | 1,45 | 1,21 | 1,23 | 4 549    |
| Cacia                                     | 26,57 | 35,73 | 14,44 | 4,47  | 3,47 | 3,44 | 0,88 | 0,97 | 1,16 | 1,40 | 3 289    |
| Eixo e Eirol                              | 26,58 | 35,66 | 11,65 | 6,47  | 3,72 | 3,11 | 1,07 | 0,93 | 1,04 | 1,43 | 2 799    |
| Esgueira                                  | 25,61 | 34,72 | 13,88 | 4,58  | 4,31 | 4,31 | 1,25 | 1,31 | 1,15 | 1,28 | 6 262    |
| Glória e Vera Cruz                        | 31,33 | 30,09 | 13,14 | 5,83  | 3,88 | 4,54 | 1,80 | 1,85 | 1,17 | 0,82 | 10 681   |
| Oliveirinha                               | 39,60 | 24,83 | 11,09 | 6,78  | 3,23 | 1,98 | 0,90 | 0,67 | 1,39 | 1,08 | 2 227    |
| Requeixo, Nossa Senhora de Fátima e Nariz | 44,52 | 20,41 | 10,42 | 10,38 | 2,34 | 0,97 | 0,24 | 0,34 | 0,93 | 0,83 | 2 053    |
| Santa Joana                               | 32,59 | 31,32 | 11,69 | 5,04  | 4,20 | 3,46 | 1,20 | 0,74 | 1,09 | 1,17 | 3 927    |
| São Bernardo                              | 32,54 | 26,98 | 12,08 | 7,60  | 3,73 | 2,83 | 1,49 | 1,01 | 1,60 | 1,12 | 2 683    |
| São Jacinto                               | 19,17 | 51,81 | 8,81  | 4,66  | 2,33 | 5,96 | 0,26 | 0,52 | 1,04 | 0,52 | 386      |
| Aveiro                                    | 31,23 | 31,01 | 12,46 | 5,92  | 3,82 | 3,57 | 1,30 | 1,25 | 1,18 | 1,10 | 38 856   |

### Castelo de Paiva
| Partido                 | Partido                              | Votos  | %               | +/-  |
| ----------------------- | ------------------------------------ | ------ | --------------- | ---- |
|                         | Partido Socialista                   | 3 388  | 41,86 / 100,00  | 5,90 |
|                         | Partido Social Democrata             | 2 865  | 35,40 / 100,00  | -    |
|                         | Bloco de Esquerda                    | 566    | 6,99 / 100,00   | 0,81 |
|                         | Reagir Incluir Reciclar              | 260    | 3,21 / 100,00   | Novo |
|                         | CDS – Partido Popular                | 169    | 2,09 / 100,00   | -    |
|                         | Pessoas–Animais–Natureza             | 166    | 2,05 / 100,00   | 1,60 |
|                         | CDU - Coligação Democrática Unitária | 136    | 1,68 / 100,00   | 1,12 |
|                         | Outros (com menos de 1,00%)          | 198    | 2,45 / 100,00   |      |
| Votos Inválidos         | Votos Inválidos                      | 345    | 4,27 / 100,00   | 0,93 |
| Total                   | Total                                | 8 093  | 100,00 / 100,00 |      |
| Eleitorado/Participação | Eleitorado/Participação              | 14 099 | 57,40 / 100,00  | 1,12 |

| Freguesia                 | %     | %     | %     | %    | %    | %    | %    | Votantes |
| Freguesia                 | PS    | PSD   | BE    | RIR  | CDS  | PAN  | CDU  | Votantes |
| ------------------------- | ----- | ----- | ----- | ---- | ---- | ---- | ---- | -------- |
| Fornos                    | 47,87 | 33,10 | 5,11  | 2,27 | 1,56 | 2,84 | 1,42 | 704      |
| Raiva, Pedorido e Paraíso | 44,87 | 27,07 | 10,34 | 3,16 | 1,28 | 2,13 | 2,69 | 2 117    |
| Real                      | 44,33 | 30,17 | 6,00  | 4,83 | 3,33 | 2,50 | 1,00 | 600      |
| Santa Maria de Sardoura   | 40,37 | 40,71 | 4,73  | 2,45 | 2,28 | 1,52 | 1,44 | 1 184    |
| São Martinho de Sardoura  | 34,07 | 46,33 | 5,98  | 3,19 | 2,70 | 1,25 | 1,16 | 1 036    |
| Sobrado e Bairros         | 40,95 | 37,36 | 6,40  | 3,51 | 2,28 | 2,24 | 1,39 | 2 452    |
| Castelo de Paiva          | 41,86 | 35,40 | 6,99  | 3,21 | 2,09 | 2,05 | 1,68 | 8 093    |

### Espinho
| Partido                 | Partido                              | Votos  | %               | +/-  |
| ----------------------- | ------------------------------------ | ------ | --------------- | ---- |
|                         | Partido Socialista                   | 6 440  | 36,93 / 100,00  | 2,76 |
|                         | Partido Social Democrata             | 5 492  | 31,49 / 100,00  | -    |
|                         | Bloco de Esquerda                    | 1 766  | 10,13 / 100,00  | 0,06 |
|                         | CDU - Coligação Democrática Unitária | 961    | 5,51 / 100,00   | 2,55 |
|                         | Pessoas–Animais–Natureza             | 527    | 3,02 / 100,00   | 1,77 |
|                         | CDS – Partido Popular                | 523    | 3,00 / 100,00   | -    |
|                         | Iniciativa Liberal                   | 271    | 1,55 / 100,00   | Novo |
|                         | Outros (com menos de 1,00%)          | 793    | 4,54 / 100,00   |      |
| Votos Inválidos         | Votos Inválidos                      | 666    | 3,82 / 100,00   | 0,10 |
| Total                   | Total                                | 17 439 | 100,00 / 100,00 |      |
| Eleitorado/Participação | Eleitorado/Participação              | 29 844 | 58,43 / 100,00  | 3,89 |

| Freguesia     | %     | %     | %     | %    | %    | %    | %    | Votantes |
| Freguesia     | PS    | PSD   | BE    | CDU  | PAN  | CDS  | IL   | Votantes |
| ------------- | ----- | ----- | ----- | ---- | ---- | ---- | ---- | -------- |
| Anta e Guetim | 37,98 | 31,19 | 10,24 | 5,08 | 2,95 | 2,53 | 1,10 | 6 477    |
| Espinho       | 28,74 | 39,09 | 9,89  | 5,41 | 3,22 | 4,16 | 1,76 | 6 086    |
| Paramos       | 42,07 | 25,15 | 11,93 | 5,41 | 2,29 | 2,23 | 3,76 | 1 702    |
| Silvalde      | 47,73 | 20,95 | 9,39  | 6,65 | 3,18 | 2,14 | 0,91 | 3 174    |
| Espinho       | 36,93 | 31,49 | 10,13 | 5,51 | 3,02 | 3,00 | 1,55 | 17 439   |

### Estarreja
| Partido                 | Partido                              | Votos  | %               | +/-  |
| ----------------------- | ------------------------------------ | ------ | --------------- | ---- |
|                         | Partido Socialista                   | 4 132  | 34,51 / 100,00  | 8,42 |
|                         | Partido Social Democrata             | 3 948  | 32,97 / 100,00  | -    |
|                         | Bloco de Esquerda                    | 1 211  | 10,11 / 100,00  | 0,96 |
|                         | CDS – Partido Popular                | 549    | 4,58 / 100,00   | -    |
|                         | CDU - Coligação Democrática Unitária | 539    | 4,50 / 100,00   | 1,64 |
|                         | Pessoas–Animais–Natureza             | 314    | 2,62 / 100,00   | 1,71 |
|                         | Outros (com menos de 1,00%)          | 703    | 4,94 / 100,00   |      |
| Votos Inválidos         | Votos Inválidos                      | 579    | 4,84 / 100,00   | 0,15 |
| Total                   | Total                                | 11 975 | 100,00 / 100,00 |      |
| Eleitorado/Participação | Eleitorado/Participação              | 24 034 | 49,83 / 100,00  | 2,46 |

| Freguesia         | %     | %     | %     | %    | %    | %    | Votantes |
| Freguesia         | PS    | PSD   | BE    | CDS  | CDU  | PAN  | Votantes |
| ----------------- | ----- | ----- | ----- | ---- | ---- | ---- | -------- |
| Avanca            | 38,08 | 30,17 | 10,01 | 4,74 | 3,48 | 2,46 | 2 847    |
| Beduído e Veiros  | 33,27 | 33,47 | 10,88 | 3,70 | 5,03 | 2,75 | 4 431    |
| Canelas e Fermelã | 33,36 | 33,94 | 10,32 | 5,27 | 4,77 | 2,24 | 1 385    |
| Pardilhó          | 34,61 | 29,60 | 10,28 | 5,14 | 6,90 | 3,06 | 1 537    |
| Salreu            | 32,68 | 38,37 | 8,06  | 5,52 | 2,54 | 2,48 | 1 775    |
| Estarreja         | 34,51 | 32,97 | 10,11 | 4,58 | 4,50 | 2,62 | 11 975   |

### Ílhavo
| Partido                 | Partido                              | Votos  | %               | +/-  |
| ----------------------- | ------------------------------------ | ------ | --------------- | ---- |
|                         | Partido Social Democrata             | 5 494  | 32,61 / 100,00  | -    |
|                         | Partido Socialista                   | 5 253  | 31,18 / 100,00  | 6,43 |
|                         | Bloco de Esquerda                    | 1 928  | 11,44 / 100,00  | 0,33 |
|                         | CDS – Partido Popular                | 843    | 5,00 / 100,00   | -    |
|                         | Pessoas–Animais–Natureza             | 703    | 4,17 / 100,00   | 2,74 |
|                         | CDU - Coligação Democrática Unitária | 556    | 3,30 / 100,00   | 1,31 |
|                         | CHEGA!                               | 204    | 1,21 / 100,00   | Novo |
|                         | LIVRE                                | 182    | 1,08 / 100,00   | 0,47 |
|                         | Iniciativa Liberal                   | 170    | 1,01 / 100,00   | Novo |
|                         | Outros (com menos de 1,00%)          | 628    | 3,73 / 100,00   |      |
| Votos Inválidos         | Votos Inválidos                      | 887    | 5,26 / 100,00   | 0,37 |
| Total                   | Total                                | 16 848 | 100,00 / 100,00 |      |
| Eleitorado/Participação | Eleitorado/Participação              | 35 987 | 46,82 / 100,00  | 1,33 |

| Freguesia             | %     | %     | %     | %    | %    | %    | %    | %    | %    | Votantes |
| Freguesia             | PSD   | PS    | BE    | CDS  | PAN  | CDU  | CH   | L    | IL   | Votantes |
| --------------------- | ----- | ----- | ----- | ---- | ---- | ---- | ---- | ---- | ---- | -------- |
| Gafanha da Encarnação | 36,88 | 27,26 | 10,98 | 5,96 | 3,99 | 2,49 | 1,17 | 0,80 | 0,94 | 2 131    |
| Gafanha da Nazaré     | 31,69 | 30,69 | 10,94 | 5,38 | 4,29 | 3,60 | 1,46 | 1,06 | 0,94 | 6 506    |
| Gafanha do Carmo      | 36,59 | 28,57 | 10,20 | 5,10 | 5,10 | 2,19 | 1,17 | 0,15 | 0,29 | 686      |
| Ílhavo (São Salvador) | 31,83 | 32,94 | 12,12 | 4,40 | 4,04 | 3,38 | 1,01 | 1,26 | 1,16 | 7 525    |
| Ílhavo                | 32,61 | 31,18 | 11,44 | 5,00 | 4,17 | 3,30 | 1,21 | 1,08 | 1,01 | 16 848   |

### Mealhada
| Partido                 | Partido                              | Votos  | %               | +/-  |
| ----------------------- | ------------------------------------ | ------ | --------------- | ---- |
|                         | Partido Socialista                   | 3 859  | 41,85 / 100,00  | 4,20 |
|                         | Partido Social Democrata             | 2 248  | 24,38 / 100,00  | -    |
|                         | Bloco de Esquerda                    | 1 118  | 12,12 / 100,00  | 1,76 |
|                         | CDU - Coligação Democrática Unitária | 475    | 5,15 / 100,00   | 1,75 |
|                         | CDS – Partido Popular                | 258    | 2,80 / 100,00   | -    |
|                         | Pessoas–Animais–Natureza             | 253    | 2,74 / 100,00   | 1,78 |
|                         | Outros (com menos de 1,00%)          | 487    | 5,28 / 100,00   |      |
| Votos Inválidos         | Votos Inválidos                      | 523    | 5,68 / 100,00   | 0,94 |
| Total                   | Total                                | 9 221  | 100,00 / 100,00 |      |
| Eleitorado/Participação | Eleitorado/Participação              | 18 111 | 50,91 / 100,00  | 2,49 |

| Freguesia                           | %     | %     | %     | %    | %    | %    | Votantes |
| Freguesia                           | PS    | PSD   | BE    | CDU  | CDS  | PAN  | Votantes |
| ----------------------------------- | ----- | ----- | ----- | ---- | ---- | ---- | -------- |
| Barcouço                            | 42,37 | 23,20 | 13,07 | 5,88 | 2,51 | 2,51 | 918      |
| Casal Comba                         | 43,75 | 24,57 | 11,71 | 4,17 | 2,16 | 2,51 | 1 392    |
| Luso                                | 41,02 | 22,71 | 15,42 | 5,59 | 2,29 | 3,39 | 1 180    |
| Mealhada, Ventosa do Bairro e Antes | 37,85 | 29,27 | 10,60 | 3,91 | 3,84 | 2,75 | 3 020    |
| Pampilhosa                          | 43,78 | 18,31 | 13,13 | 7,53 | 2,40 | 2,94 | 1 873    |
| Vacariça                            | 49,40 | 23,63 | 10,38 | 4,53 | 2,03 | 2,03 | 838      |
| Mealhada                            | 41,85 | 24,38 | 12,12 | 5,15 | 2,80 | 2,74 | 9 221    |

### Murtosa
| Partido                 | Partido                              | Votos | %               | +/-  |
| ----------------------- | ------------------------------------ | ----- | --------------- | ---- |
|                         | Partido Social Democrata             | 1 859 | 45,86 / 100,00  | -    |
|                         | Partido Socialista                   | 1 068 | 26,34 / 100,00  | 7,74 |
|                         | Bloco de Esquerda                    | 276   | 6,81 / 100,00   | 0,64 |
|                         | CDS – Partido Popular                | 224   | 5,53 / 100,00   | -    |
|                         | CDU - Coligação Democrática Unitária | 111   | 2,74 / 100,00   | 0,45 |
|                         | Pessoas–Animais–Natureza             | 107   | 2,64 / 100,00   | 1,95 |
|                         | Reagir Incluir Reciclar              | 46    | 1,13 / 100,00   | Novo |
|                         | Outros (com menos de 1,00%)          | 181   | 4,46 / 100,00   |      |
| Votos Inválidos         | Votos Inválidos                      | 182   | 4,49 / 100,00   | 0,23 |
| Total                   | Total                                | 4 054 | 100,00 / 100,00 |      |
| Eleitorado/Participação | Eleitorado/Participação              | 9 896 | 40,97 / 100,00  | 3,31 |

| Freguesia | %     | %     | %    | %    | %    | %    | %    | Votantes |
| Freguesia | PSD   | PS    | BE   | CDS  | CDU  | PAN  | RIR  | Votantes |
| --------- | ----- | ----- | ---- | ---- | ---- | ---- | ---- | -------- |
| Bunheiro  | 50,26 | 24,87 | 5,11 | 6,53 | 2,38 | 2,20 | 1,06 | 1 134    |
| Monte     | 41,99 | 29,17 | 7,05 | 3,21 | 2,88 | 2,88 | 1,60 | 624      |
| Murtosa   | 49,27 | 25,20 | 6,75 | 3,90 | 2,28 | 2,44 | 0,98 | 1 230    |
| Torreira  | 39,49 | 27,58 | 8,54 | 7,69 | 3,56 | 3,19 | 0,66 | 1 066    |
| Murtosa   | 45,86 | 26,34 | 6,81 | 5,53 | 2,74 | 2,64 | 1,13 | 4 054    |

### Oliveira de Azeméis
| Partido                 | Partido                              | Votos  | %               | +/-  |
| ----------------------- | ------------------------------------ | ------ | --------------- | ---- |
|                         | Partido Socialista                   | 13 529 | 39,43 / 100,00  | 9,54 |
|                         | Partido Social Democrata             | 10 841 | 31,60 / 100,00  | -    |
|                         | Bloco de Esquerda                    | 3 438  | 10,02 / 100,00  | 0,57 |
|                         | CDS – Partido Popular                | 1 562  | 4,55 / 100,00   | -    |
|                         | Pessoas–Animais–Natureza             | 1 079  | 3,14 / 100,00   | 2,23 |
|                         | CDU - Coligação Democrática Unitária | 719    | 2,10 / 100,00   | 0,96 |
|                         | Outros (com menos de 1,00%)          | 1 688  | 4,94 / 100,00   |      |
| Votos Inválidos         | Votos Inválidos                      | 1 454  | 4,24 / 100,00   | 0,44 |
| Total                   | Total                                | 34 310 | 100,00 / 100,00 |      |
| Eleitorado/Participação | Eleitorado/Participação              | 60 529 | 56,68 / 100,00  | 2,54 |

| Freguesia                               | %     | %     | %     | %    | %    | %    | Votantes |
| Freguesia                               | PS    | PSD   | BE    | CDS  | PAN  | CDU  | Votantes |
| --------------------------------------- | ----- | ----- | ----- | ---- | ---- | ---- | -------- |
| Carregosa                               | 33,09 | 35,66 | 8,62  | 6,57 | 2,72 | 2,10 | 1 949    |
| Cesar                                   | 37,48 | 32,83 | 9,75  | 4,65 | 3,52 | 2,26 | 1 590    |
| Fajões                                  | 33,78 | 36,60 | 8,85  | 5,83 | 2,61 | 2,35 | 1 492    |
| Loureiro                                | 31,58 | 43,82 | 7,47  | 4,89 | 2,58 | 1,34 | 1 862    |
| Macieira de Sarnes                      | 41,01 | 27,50 | 13,80 | 2,38 | 3,52 | 5,23 | 1 051    |
| Nogueira do Cravo e Pindelo             | 40,78 | 28,69 | 9,42  | 3,64 | 3,64 | 2,91 | 2 886    |
| Oliveira de Azeméis                     | 37,81 | 32,07 | 11,24 | 4,46 | 3,80 | 2,15 | 10 222   |
| Ossela                                  | 37,98 | 32,98 | 8,56  | 6,83 | 3,08 | 0,67 | 1 040    |
| Pinheiro da Bemposta, Travanca e Palmaz | 38,50 | 32,34 | 8,32  | 6,83 | 2,91 | 1,52 | 3 234    |
| São Martinho da Gândara                 | 42,78 | 31,39 | 9,57  | 3,64 | 2,68 | 1,82 | 1 045    |
| São Roque                               | 40,20 | 32,31 | 10,62 | 3,48 | 2,62 | 1,46 | 2 674    |
| Vila de Cucujães                        | 48,64 | 24,43 | 10,18 | 3,29 | 2,45 | 2,07 | 5 265    |
| Oliveira de Azeméis                     | 39,43 | 31,60 | 10,02 | 4,55 | 3,14 | 2,10 | 34 310   |

### Oliveira do Bairro
| Partido                 | Partido                              | Votos  | %               | +/-  |
| ----------------------- | ------------------------------------ | ------ | --------------- | ---- |
|                         | Partido Social Democrata             | 4 729  | 44,45 / 100,00  | -    |
|                         | Partido Socialista                   | 2 193  | 20,61 / 100,00  | 6,60 |
|                         | CDS – Partido Popular                | 1 340  | 12,60 / 100,00  | -    |
|                         | Bloco de Esquerda                    | 696    | 6,54 / 100,00   | 0,30 |
|                         | Pessoas–Animais–Natureza             | 248    | 2,33 / 100,00   | 1,56 |
|                         | CDU - Coligação Democrática Unitária | 168    | 1,58 / 100,00   | 0,50 |
|                         | CHEGA!                               | 155    | 1,46 / 100,00   | Novo |
|                         | Iniciativa Liberal                   | 107    | 1,01 / 100,00   | Novo |
|                         | Outros (com menos de 1,00%)          | 381    | 3,59 / 100,00   |      |
| Votos Inválidos         | Votos Inválidos                      | 621    | 5,83 / 100,00   | 1,57 |
| Total                   | Total                                | 10 638 | 100,00 / 100,00 |      |
| Eleitorado/Participação | Eleitorado/Participação              | 20 897 | 50,91 / 100,00  | 2,95 |

| Freguesia                     | %     | %     | %     | %    | %    | %    | %    | %    | Votantes |
| Freguesia                     | PSD   | PS    | CDS   | BE   | PAN  | CDU  | CH   | IL   | Votantes |
| ----------------------------- | ----- | ----- | ----- | ---- | ---- | ---- | ---- | ---- | -------- |
| Bustos, Troviscal e Mamarrosa | 47,61 | 18,01 | 16,37 | 4,32 | 1,77 | 1,44 | 1,47 | 0,62 | 3 054    |
| Oiã                           | 42,16 | 21,37 | 11,46 | 7,79 | 3,05 | 1,89 | 1,77 | 1,28 | 3 439    |
| Oliveira do Bairro            | 39,91 | 23,66 | 10,61 | 8,20 | 2,52 | 1,98 | 1,11 | 1,15 | 2 781    |
| Palhaça                       | 52,42 | 18,33 | 11,07 | 4,99 | 1,39 | 0,29 | 1,32 | 0,88 | 1 364    |
| Oliveira do Bairro            | 44,45 | 20,61 | 12,60 | 6,54 | 2,33 | 1,58 | 1,46 | 1,01 | 10 638   |

### Ovar
| Partido                 | Partido                              | Votos  | %               | +/-  |
| ----------------------- | ------------------------------------ | ------ | --------------- | ---- |
|                         | Partido Socialista                   | 10 371 | 37,21 / 100,00  | 5,47 |
|                         | Partido Social Democrata             | 8 356  | 29,98 / 100,00  | -    |
|                         | Bloco de Esquerda                    | 3 265  | 11,71 / 100,00  | 0,69 |
|                         | CDU - Coligação Democrática Unitária | 1 381  | 4,95 / 100,00   | 2,18 |
|                         | Pessoas–Animais–Natureza             | 938    | 3,37 / 100,00   | 2,40 |
|                         | CDS – Partido Popular                | 714    | 2,56 / 100,00   | -    |
|                         | Iniciativa Liberal                   | 332    | 1,19 / 100,00   | Novo |
|                         | Outros (com menos de 1,00%)          | 1 135  | 4,08 / 100,00   |      |
| Votos Inválidos         | Votos Inválidos                      | 1 380  | 4,95 / 100,00   | 0,88 |
| Total                   | Total                                | 27 872 | 100,00 / 100,00 |      |
| Eleitorado/Participação | Eleitorado/Participação              | 50 421 | 55,28 / 100,00  | 1,87 |

| Freguesia | %     | %     | %     | %    | %    | %    | %    | Votantes |
| Freguesia | PS    | PSD   | BE    | CDU  | PAN  | CDS  | IL   | Votantes |
| --------- | ----- | ----- | ----- | ---- | ---- | ---- | ---- | -------- |
| Cortegaça | 39,32 | 31,23 | 11,19 | 2,95 | 3,15 | 2,66 | 1,79 | 2 065    |
| Esmoriz   | 34,11 | 35,85 | 11,06 | 3,37 | 3,72 | 2,32 | 1,20 | 6 348    |
| Maceda    | 43,13 | 28,11 | 9,59  | 4,62 | 2,92 | 2,28 | 0,53 | 1 711    |
| Ovar      | 36,78 | 27,39 | 12,58 | 6,23 | 3,43 | 2,70 | 1,30 | 14 741   |
| Válega    | 41,04 | 30,50 | 10,41 | 3,62 | 2,73 | 2,49 | 0,63 | 3 007    |
| Ovar      | 37,21 | 29,98 | 11,71 | 4,95 | 3,37 | 2,56 | 1,19 | 27 872   |

### Santa Maria da Feira
| Partido                 | Partido                              | Votos   | %               | +/-  |
| ----------------------- | ------------------------------------ | ------- | --------------- | ---- |
|                         | Partido Socialista                   | 27 148  | 37,97 / 100,00  | 5,84 |
|                         | Partido Social Democrata             | 22 891  | 32,02 / 100,00  | -    |
|                         | Bloco de Esquerda                    | 7 505   | 10,50 / 100,00  | 0,25 |
|                         | CDS – Partido Popular                | 2 735   | 3,83 / 100,00   | -    |
|                         | Pessoas–Animais–Natureza             | 2 157   | 3,02 / 100,00   | 2,08 |
|                         | CDU - Coligação Democrática Unitária | 1 850   | 2,59 / 100,00   | 1,50 |
|                         | Iniciativa Liberal                   | 876     | 1,23 / 100,00   | Novo |
|                         | Outros (com menos de 1,00%)          | 2 991   | 4,19 / 100,00   |      |
| Votos Inválidos         | Votos Inválidos                      | 3 339   | 4,67 / 100,00   | 0,92 |
| Total                   | Total                                | 71 492  | 100,00 / 100,00 |      |
| Eleitorado/Participação | Eleitorado/Participação              | 125 534 | 56,95 / 100,00  | 1,29 |

| Freguesia                       | %     | %     | %     | %    | %    | %    | %    | Votantes |
| Freguesia                       | PS    | PSD   | BE    | CDS  | PAN  | CDU  | IL   | Votantes |
| ------------------------------- | ----- | ----- | ----- | ---- | ---- | ---- | ---- | -------- |
| Argoncilhe                      | 36,32 | 36,37 | 8,53  | 4,62 | 3,34 | 2,05 | 1,72 | 4 526    |
| Arrifana                        | 42,89 | 28,07 | 10,49 | 3,81 | 3,22 | 2,41 | 0,81 | 3 071    |
| Caldas de São Jorge e Pigeiros  | 40,57 | 28,53 | 11,75 | 4,39 | 2,17 | 4,24 | 0,84 | 2 026    |
| Canedo, Vale e Vila Maior       | 31,02 | 37,07 | 9,12  | 4,51 | 2,50 | 1,99 | 0,82 | 4 278    |
| Escapães                        | 39,29 | 31,47 | 10,22 | 3,62 | 3,33 | 2,04 | 1,05 | 1 713    |
| Fiães                           | 39,57 | 29,98 | 11,56 | 2,73 | 2,73 | 4,03 | 1,22 | 3 849    |
| Fornos                          | 37,81 | 31,86 | 11,29 | 3,37 | 3,25 | 2,66 | 0,65 | 1 692    |
| Lobão, Gião, Louredo e Guisande | 34,85 | 36,03 | 8,70  | 5,22 | 2,67 | 1,74 | 1,06 | 4 829    |
| Lourosa                         | 40,72 | 30,61 | 10,64 | 3,47 | 2,49 | 1,83 | 1,10 | 4 381    |
| Milheirós de Poiares            | 45,41 | 26,57 | 10,37 | 3,10 | 2,48 | 1,60 | 0,98 | 1 938    |
| Mozelos                         | 39,48 | 29,57 | 12,29 | 2,50 | 4,04 | 2,52 | 1,56 | 3 964    |
| Nogueira da Regedoura           | 39,37 | 31,26 | 10,15 | 3,68 | 2,66 | 2,95 | 1,06 | 3 122    |
| Paços de Brandão                | 31,85 | 36,92 | 10,90 | 5,17 | 2,97 | 2,72 | 1,25 | 2 725    |
| Rio Meão                        | 39,92 | 32,12 | 11,23 | 3,86 | 2,37 | 1,95 | 1,18 | 2 618    |
| Romariz                         | 38,84 | 35,34 | 6,01  | 6,47 | 2,51 | 1,19 | 1,06 | 1 514    |
| Sanguedo                        | 37,44 | 34,34 | 9,10  | 3,72 | 3,43 | 2,40 | 0,86 | 1 747    |
| Santa Maria da Feira            | 33,97 | 35,22 | 10,74 | 3,31 | 3,61 | 2,70 | 1,70 | 9 950    |
| Santa Maria de Lamas            | 40,00 | 29,28 | 11,30 | 3,51 | 2,86 | 2,86 | 2,25 | 2 760    |
| São João de Ver                 | 39,41 | 28,61 | 12,65 | 2,95 | 2,99 | 2,53 | 1,24 | 5 250    |
| São Miguel do Souto e Mosteirô  | 44,64 | 26,27 | 9,84  | 5,20 | 3,03 | 1,76 | 0,56 | 3 403    |
| São Paio de Oleiros             | 39,04 | 25,89 | 11,52 | 2,90 | 3,32 | 7,68 | 0,98 | 2 136    |
| Santa Maria da Feira            | 37,97 | 32,02 | 10,50 | 3,83 | 3,02 | 2,59 | 1,23 | 71 492   |

### São João da Madeira
| Partido                 | Partido                              | Votos  | %               | +/-  |
| ----------------------- | ------------------------------------ | ------ | --------------- | ---- |
|                         | Partido Socialista                   | 4 550  | 39,79 / 100,00  | 5,80 |
|                         | Partido Social Democrata             | 3 131  | 27,38 / 100,00  | -    |
|                         | Bloco de Esquerda                    | 1 303  | 11,39 / 100,00  | 0,71 |
|                         | CDS – Partido Popular                | 532    | 4,65 / 100,00   | -    |
|                         | CDU - Coligação Democrática Unitária | 450    | 3,93 / 100,00   | 1,65 |
|                         | Pessoas–Animais–Natureza             | 391    | 3,42 / 100,00   | 2,07 |
|                         | Iniciativa Liberal                   | 128    | 1,12 / 100,00   | Novo |
|                         | Outros (com menos de 1,00%)          | 454    | 3,97 / 100,00   |      |
| Votos Inválidos         | Votos Inválidos                      | 497    | 4,35 / 100,00   | 0,63 |
| Total                   | Total                                | 11 436 | 100,00 / 100,00 |      |
| Eleitorado/Participação | Eleitorado/Participação              | 20 047 | 57,05 / 100,00  | 1,39 |

| Freguesia           | %     | %     | %     | %    | %    | %    | %    | Votantes |
| Freguesia           | PS    | PSD   | BE    | CDS  | CDU  | PAN  | IL   | Votantes |
| ------------------- | ----- | ----- | ----- | ---- | ---- | ---- | ---- | -------- |
| São João da Madeira | 39,79 | 27,38 | 11,39 | 4,65 | 3,93 | 3,42 | 1,12 | 11 436   |
| São João da Madeira | 39,79 | 27,38 | 11,39 | 4,65 | 3,93 | 3,42 | 1,12 | 11 436   |

### Sever do Vouga
| Partido                 | Partido                              | Votos  | %               | +/-  |
| ----------------------- | ------------------------------------ | ------ | --------------- | ---- |
|                         | Partido Social Democrata             | 2 735  | 42,08 / 100,00  | -    |
|                         | Partido Socialista                   | 1 652  | 25,42 / 100,00  | 7,01 |
|                         | CDS – Partido Popular                | 847    | 13,03 / 100,00  | -    |
|                         | Bloco de Esquerda                    | 416    | 6,40 / 100,00   | 0,07 |
|                         | Pessoas–Animais–Natureza             | 112    | 1,72 / 100,00   | 1,10 |
|                         | CDU - Coligação Democrática Unitária | 97     | 1,49 / 100,00   | 0,96 |
|                         | Outros (com menos de 1,00%)          | 316    | 4,87 / 100,00   |      |
| Votos Inválidos         | Votos Inválidos                      | 324    | 4,99 / 100,00   | 1,08 |
| Total                   | Total                                | 6 499  | 100,00 / 100,00 |      |
| Eleitorado/Participação | Eleitorado/Participação              | 10 886 | 59,70 / 100,00  | 0,44 |

| Freguesia               | %     | %     | %     | %    | %    | %    | Votantes |
| Freguesia               | PSD   | PS    | CDS   | BE   | PAN  | CDU  | Votantes |
| ----------------------- | ----- | ----- | ----- | ---- | ---- | ---- | -------- |
| Cedrim e Paradela       | 46,07 | 20,97 | 14,11 | 5,24 | 1,75 | 1,37 | 801      |
| Couto de Esteves        | 56,66 | 23,89 | 6,98  | 4,02 | 0,63 | 0,42 | 473      |
| Pessegueiro do Vouga    | 45,74 | 21,03 | 9,69  | 9,98 | 1,74 | 1,45 | 1 032    |
| Rocas do Vouga          | 42,41 | 29,04 | 8,87  | 6,56 | 1,70 | 2,31 | 823      |
| Sever do Vouga          | 41,06 | 24,59 | 13,41 | 5,96 | 2,44 | 1,29 | 1 476    |
| Silva Escura e Dornelas | 34,52 | 29,42 | 15,14 | 5,95 | 1,79 | 1,87 | 1 176    |
| Talhadas                | 36,91 | 28,69 | 21,17 | 5,57 | 0,84 | 1,25 | 718      |
| Sever do Vouga          | 42,08 | 25,42 | 13,03 | 6,40 | 1,72 | 1,49 | 6 499    |

### Vagos
| Partido                 | Partido                              | Votos  | %               | +/-  |
| ----------------------- | ------------------------------------ | ------ | --------------- | ---- |
|                         | Partido Social Democrata             | 5 707  | 52,25 / 100,00  | -    |
|                         | Partido Socialista                   | 1 856  | 16,99 / 100,00  | 4,26 |
|                         | CDS – Partido Popular                | 1 233  | 11,29 / 100,00  | -    |
|                         | Bloco de Esquerda                    | 671    | 6,14 / 100,00   | 0,25 |
|                         | Pessoas–Animais–Natureza             | 264    | 2,42 / 100,00   | 1,48 |
|                         | CDU - Coligação Democrática Unitária | 140    | 1,28 / 100,00   | 0,60 |
|                         | Outros (com menos de 1,00%)          | 522    | 4,79 / 100,00   |      |
| Votos Inválidos         | Votos Inválidos                      | 530    | 4,85 / 100,00   | 1,14 |
| Total                   | Total                                | 10 923 | 100,00 / 100,00 |      |
| Eleitorado/Participação | Eleitorado/Participação              | 21 978 | 49,70 / 100,00  | 0,26 |

| Freguesia                       | %     | %     | %     | %    | %    | %    | Votantes |
| Freguesia                       | PSD   | PS    | CDS   | BE   | PAN  | CDU  | Votantes |
| ------------------------------- | ----- | ----- | ----- | ---- | ---- | ---- | -------- |
| Calvão                          | 58,97 | 11,17 | 13,90 | 4,41 | 1,97 | 0,66 | 1 065    |
| Fonte de Angeão e Covão do Lobo | 64,95 | 10,20 | 9,85  | 3,82 | 1,15 | 0,53 | 1 127    |
| Gafanha da Boa Hora             | 50,61 | 19,07 | 7,37  | 7,27 | 3,59 | 2,46 | 1 059    |
| Ouca                            | 52,18 | 13,81 | 18,89 | 4,37 | 1,77 | 0,94 | 847      |
| Ponte de Vagos e Santa Catarina | 57,24 | 13,22 | 13,15 | 4,43 | 1,55 | 0,70 | 1 422    |
| Santo André de Vagos            | 57,23 | 12,77 | 12,77 | 4,05 | 2,18 | 0,73 | 963      |
| Sosa                            | 46,23 | 22,49 | 10,51 | 6,77 | 1,95 | 1,40 | 1 285    |
| Vagos e Santo António           | 44,60 | 22,28 | 9,22  | 8,81 | 3,45 | 1,84 | 3 155    |
| Vagos                           | 52,25 | 16,99 | 11,29 | 6,14 | 2,42 | 1,28 | 10 923   |

### Vale de Cambra
| Partido                 | Partido                              | Votos  | %               | +/-  |
| ----------------------- | ------------------------------------ | ------ | --------------- | ---- |
|                         | Partido Socialista                   | 3 885  | 31,19 / 100,00  | 8,05 |
|                         | Partido Social Democrata             | 3 713  | 29,81 / 100,00  | -    |
|                         | CDS – Partido Popular                | 1 817  | 14,59 / 100,00  | -    |
|                         | Bloco de Esquerda                    | 1 157  | 9,29 / 100,00   | 1,00 |
|                         | Pessoas–Animais–Natureza             | 310    | 2,49 / 100,00   | 1,50 |
|                         | CDU - Coligação Democrática Unitária | 251    | 2,01 / 100,00   | 0,68 |
|                         | Reagir Incluir Reciclar              | 137    | 1,10 / 100,00   | Novo |
|                         | Outros (com menos de 1,00%)          | 529    | 4,24 / 100,00   |      |
| Votos Inválidos         | Votos Inválidos                      | 658    | 5,29 / 100,00   | 0,75 |
| Total                   | Total                                | 12 457 | 100,00 / 100,00 |      |
| Eleitorado/Participação | Eleitorado/Participação              | 20 689 | 60,21 / 100,00  | 0,99 |

| Freguesia                               | %     | %     | %     | %     | %    | %    | %    | Votantes |
| Freguesia                               | PS    | PSD   | CDS   | BE    | PAN  | CDU  | RIR  | Votantes |
| --------------------------------------- | ----- | ----- | ----- | ----- | ---- | ---- | ---- | -------- |
| Arões                                   | 25,07 | 35,71 | 24,66 | 4,58  | 0,40 | 1,35 | 0,81 | 742      |
| Cepelos                                 | 23,81 | 38,23 | 13,10 | 9,26  | 1,59 | 1,85 | 1,72 | 756      |
| Junqueira                               | 19,90 | 35,95 | 26,88 | 5,58  | 0,87 | 1,05 | 0,52 | 573      |
| Macieira de Cambra                      | 38,36 | 25,04 | 11,88 | 9,48  | 3,24 | 2,28 | 1,08 | 2 500    |
| Roge                                    | 39,01 | 27,59 | 11,73 | 9,73  | 2,11 | 1,69 | 1,37 | 946      |
| São Pedro de Castelões                  | 27,93 | 29,59 | 16,04 | 9,86  | 2,82 | 1,90 | 0,97 | 3 903    |
| Vila Chã, Codal e Vila Cova de Perrinho | 32,50 | 30,00 | 11,43 | 10,11 | 2,60 | 2,44 | 1,22 | 3 037    |
| Vale de Cambra                          | 31,19 | 29,81 | 14,59 | 9,29  | 2,49 | 2,01 | 1,10 | 12 457   |